# Стороженко, Андрей Владимирович
Андре́й Влади́мирович Стороже́нко (укр. Андрій Володимирович Стороженко; 12 августа 1857, Великая Круча, Пирятинский уезд, Полтавская губерния — не ранее 1 января 1926, место смерти неизвестно) — русский:420-421:549:8 историк, славист, археограф, публицист, литературовед, меценат, земский общественный и политический деятель. Эмигрант.
Считается одним из крупнейших специалистов начала XX века по истории Украины XVI—XVII веков. Основные научные интересы распространялись на украинско-польские отношения и деятельность малорусских:421:549 казаков в Польском государстве в XVI—XVII веках. Выражал консервативный взгляд на историю России. Исследователь и критик украинства и украинского национализма, противник украинофильства.
Украинской историографией причисляется также к украинским историкам.

## Биография

### Происхождение

Герб рода Стороженко

Андрей Стороженко происходил из старинного казацко-старшинского рода Стороженко, основателем которого считается Иван Фёдорович Стороженко (?—1693), переселившийся после Андрусовского перемирия (1667 год) на Левобережную Украину и ставший ичнянским сотником (1670—1687 годы), а позднее прилуцким полковником (1687—1692 годы). Род Стороженко занесён в родословные книги Екатеринославской, Курской, Полтавской и Черниговской губерний. Дедом будущего историка был Андрей Яковлевич Стороженко (1790—1858), а известный литературовед Николай Ильич Стороженко (1836—1906) приходился ему дальним родственником.
Андрей Стороженко как старший в роду с конца XIX века владел имениями в Полтавской губернии: при селе Кучаков Переяславского уезда со 1171 десятиной земли и при селе Повстине Пирятинского уезда с 409 десятинами земли, а также майоратными имениями в Келецкой губернии Царства Польского: в Старо-Хенцины Келецкого уезда и Злотники Енджейо́вского уезда. Также он владел домом в Киеве на Печерске, расположенном по адресу: улица Московская, 11.

### Первые годы
Андрей Стороженко родился 12 августа 1857 года  в селе Великая Круча Пирятинского уезда Полтавской губернии в семье крупного землевладельца, инспектора Харьковского университета, подпоручика лейб-гвардии Семеновского полка в отставке Владимира Андреевича Стороженко (1820—1895) и Варвары Ананьевны Стороженко (урождённой Александрович) (1829—1895). В семье он был первым, позже родились сестра Мария Владимировна (1859—?) и брат Николай Владимирович Стороженко (1862—1942/1944), ставший впоследствии также известным историком и педагогом.
Его няней-воспитательницей была Ульяна Артёмовна Дуб, прожившая в доме семьи Стороженко 45 лет, и именно от неё Андрей получил начальное образование. В гостях у Стороженко бывал близкий родственник, композитор Николай Лысенко, и в доме часто звучала классическая музыка, иногда в его исполнении, а также в исполнении других музыкантов. Также дом Стороженко часто посещала соседская помещица Мария Александровна Кулачка, увлекавшаяся народными песнями. Благодаря такой атмосфере родители привили Андрею интерес к музыке. Стороженко имели в доме большую библиотеку, в которой было также достаточно исторических материалов, что сделало Андрея библиофилом.
Отец намеревался дать Андрею хорошее образование, и после известия об открытии в Москве классического Императорского лицея Цесаревича Николая (Катковского лицея), принял решение отдать сына в это заведение. В 1867 году семья купила в Москве дом и переехала туда на постоянное жительство.
| Дед, Андрей Яковлевич Стороженко (1790—1858) | Отец, Владимир Андреевич Стороженко (1820—1895) |

### Учёба

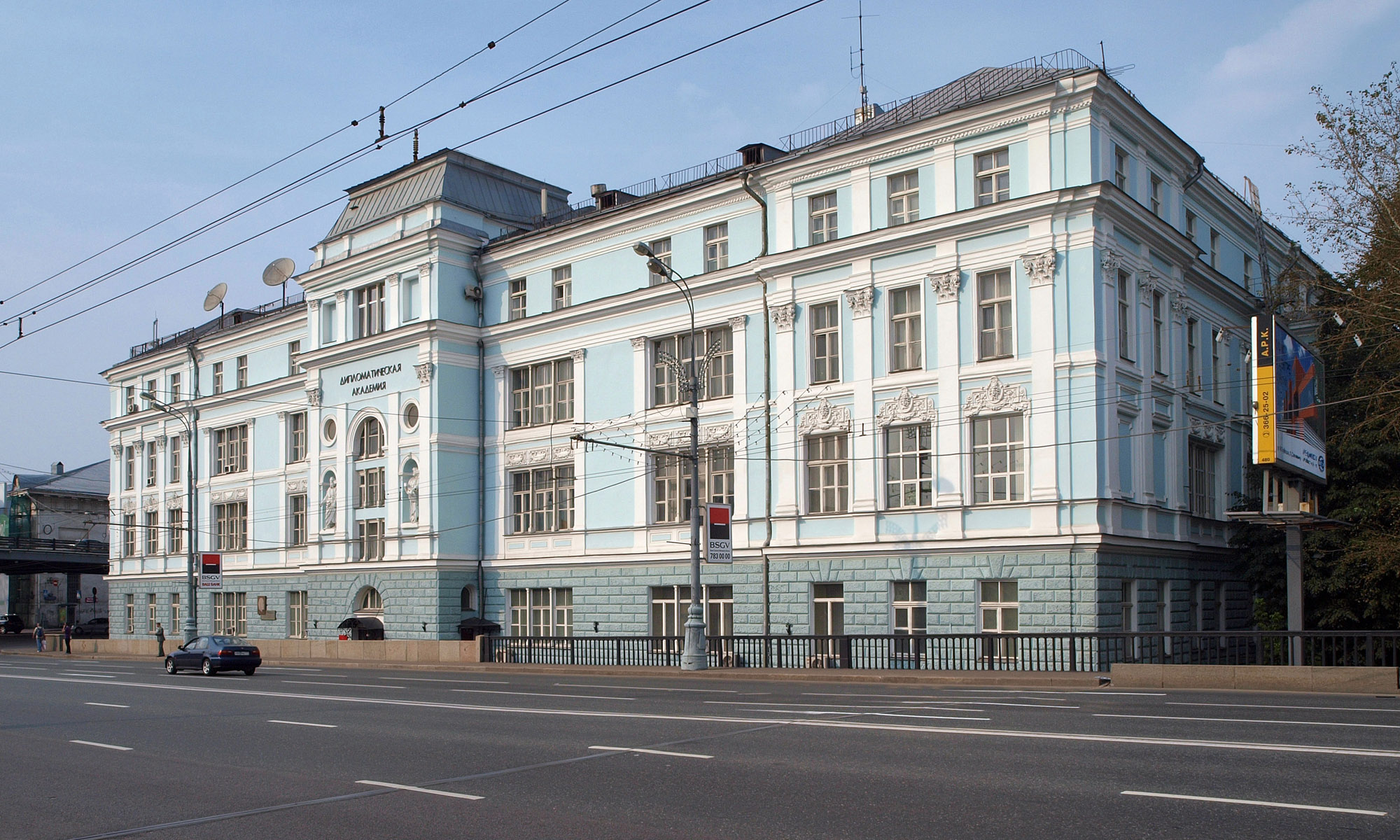
Здание, в котором в XIX веке располагался Катковский лицей

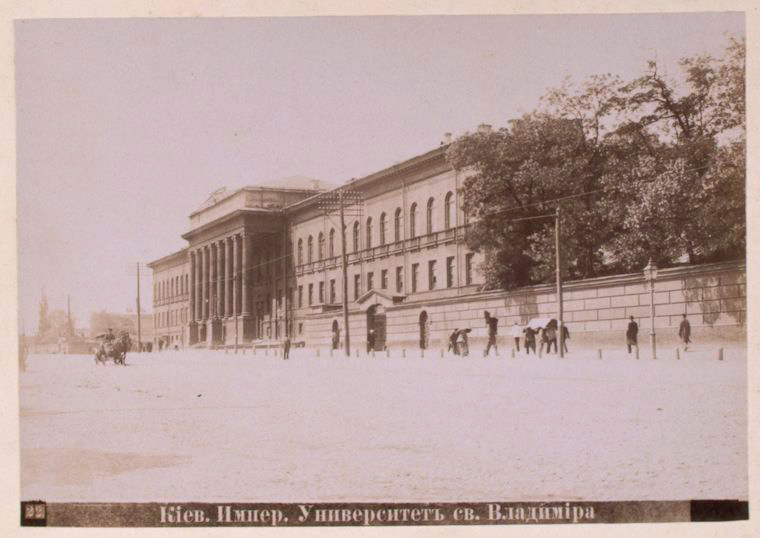
Императорский университет святого Владимира, начало XX века

В 1867 году Стороженко поступил в Катковский лицей. В июне 1875 года окончил его. В Москве частым гостем семьи был родственник и известный литературовед Николай Ильич Стороженко, который познакомил Андрея с лучшими образцами русской литературы.
Семья планировала оставаться в Москве на время университетской учёбы Андрея, но плохое состояние здоровья младшего сына Николая вынудило её вернуться в Великую Кручу. В результате Андрей в 1875 году поступил в Университет Святого Владимира в Киеве на славяно-русское отделение историко-филологического факультета.
Учился на одном курсе с русским историком Иваном Линниченко. Здесь сформировались научные интересы Стороженко — история Украины (в тогдашнем понимании — Малороссии) и Польши. В 1879 году окончил университет с золотой медалью.
Во время университетского обучения активно занялся научной работой и включился в изучение литературной истории Зеленогорской и Краледворской рукописей. Данная тема ему была предложена к работе профессором Александром Котляревским, который стал его научным руководителем. Впоследствии Стороженко назвал своего учителя Котляревского фактическим соавтором своей научной работы «Очерки истории чешской литературы. Зеленогорская и Краледворская рукописи. Очерк литературной истории рукописей 1817—1877. Историко-библиографическое исследование». Эта работа была опубликована в «Университетских известиях» и предоставила возможность Стороженко получить 9 июня 1879 года ученую степень кандидата университета и продолжить обучение в университете в качестве профессорского стипендиата. Котляревский всячески содействовал и активно продвигал своего талантливого ученика, он готовил его к защите магистерской диссертации по теме «Польско-латинский поэт второй половины XIX века С. Ф. Кленович» с дальнейшим началом преподавательской деятельности на кафедре историко-филологического факультета, и даже уже будучи болен и находясь на лечении в Италии, хлопотал за Стороженко перед руководством университета. Но кончина Котляревского осенью 1881 года не дала реализоваться этим планам. В итоге магистерская диссертация Стороженко оказалась им не защищена, а на вакантное место профессора кафедры был избран магистр славянской филологии Тимофей Флоринский. Тем не менее, незащищённая диссертация все равно была опубликована в «Университетских известиях».

### Научная деятельность

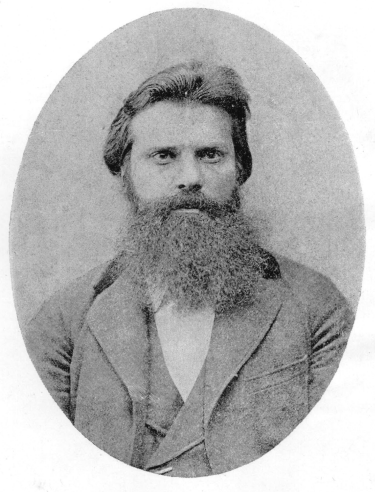
Александр Котляревский, научный руководитель Андрея Стороженко

На собранном 4 октября 1881 года экстренном заседании Исторического общества Нестора летописца, в связи с кончиной Котляревского, который состоял его председателем, Стороженко оказался избран действительным членом этого общества. Как член общества выступил с критикой монографии Петра Мрочек-Дроздовского «Опыт исследования источников по вопросу о деньгах Русской Правды», участвовал в научном обсуждении докладов Дмитрия Багалея на тему «Займанщина в левобережной Украйне XVII и XVIII стол.» и Алексея Соболевского «О языке печатных изданий Феола и Скорины». Длительное время состоял членом редакционного комитета общества, а также заместителем председателя. По состоянию на март 1900 года был членом Комиссии по изданию Древностей Украины.
Состоял также в других научных организациях, в частности, в Киевской комиссии для разбора древних актов, Черниговской и Витебской учёных архивных комиссиях, Московском историко-родословном обществе и др.
Продолжил начинания Котляревского, в частности, в работе Киевского славянского благотворительного общества. В 1882 году выступил редактором 5-го выпуска «Славянского ежегодника», научного журнала по славяноведению, который издал за собственные средства. В этом альманахе им были опубликованы рассказы сербского писателя Милана Миличевича «Зимние вечера» и «Неизвестные апостолы» (представленные как образцовые труды народного писателя, который любил и умел изобразить свою родину), собственноручно переведённые на русский язык, и материалы к биографии скоропостижно умершего русского слависта Николая Задерацкого.
26 апреля 1892 года женился на Марии Патрикеевне Ильяшенко (1873 — ?), дочери действительного статского советника, помещика Радомысльского уезда Киевской губернии. Семейная жизнь складывалась удачно, у них родились трое сыновей — Владимир (22 мая 1896 года), Яков (26 марта 1898 года) и Андрей (19 октября 1900 года). Двое первых учились в Киевской первой гимназии, и закончили её оба с серебряными медалями в 1913 и 1914 гг., причем в период их учёбы его брат Николай являлся директором этой гимназии. Третий сын поступил во Владимирский Киевский кадетский корпус.

### Общественная и политическая деятельность
Неудачная попытка начать преподавательскую деятельность в киевском университете привела к тому, что Стороженко принял решение переехать в Полтавскую губернию и заняться общественно-политической деятельностью. Он включился в работу губернского земства. С 18 июня 1884 года по 31 августа 1892 года выполнял обязанности почётного мирового судьи Переяславского уезда. С 13 августа 1886 года по июль 1892 года был председателем Переяславской уездной земской управы, с 1892 года по 1913 год с перерывами — гласным Переяславского и Пирятинского земских собраний, а с июля 1912 года — переяславским уездным предводителем дворянства, 28 сентября 1913 года был переизбран предводителем на следующее трёхлетие. В начале XX века работал директором Киевской первой гимназии. За время службы на различных земских должностях дослужился до гражданского чина коллежского асессора, который получил 5 мая 1894 года за выслугу лет.
В 1908 году стал одним из учредителей Клуба русских националистов, организованного в Киеве. В Клубе читал доклады, один из которых «Происхождение и сущность украинофильства», прочитанный на собрании от 17 ноября 1911 года, был издан в 1912 году отдельной книгой в Киеве. Состоял также в Киевском русском собрании (монархической организации, выделившейся из Киевского отдела Русского собрания) и в киевском отделе Всероссийского национального союза.

### Научная работа после ухода из киевского университета

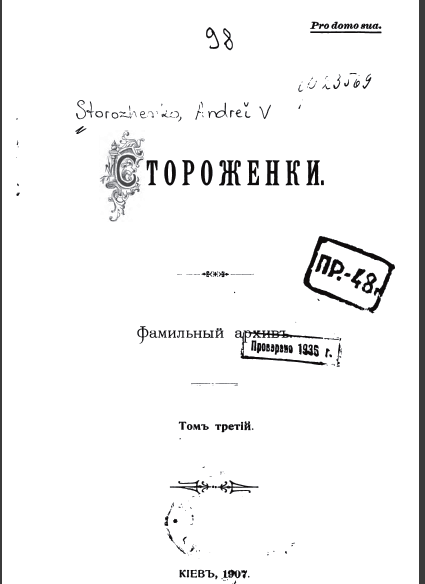
Титульная страница третьего тома издания «Стороженки. Фамильный архив»

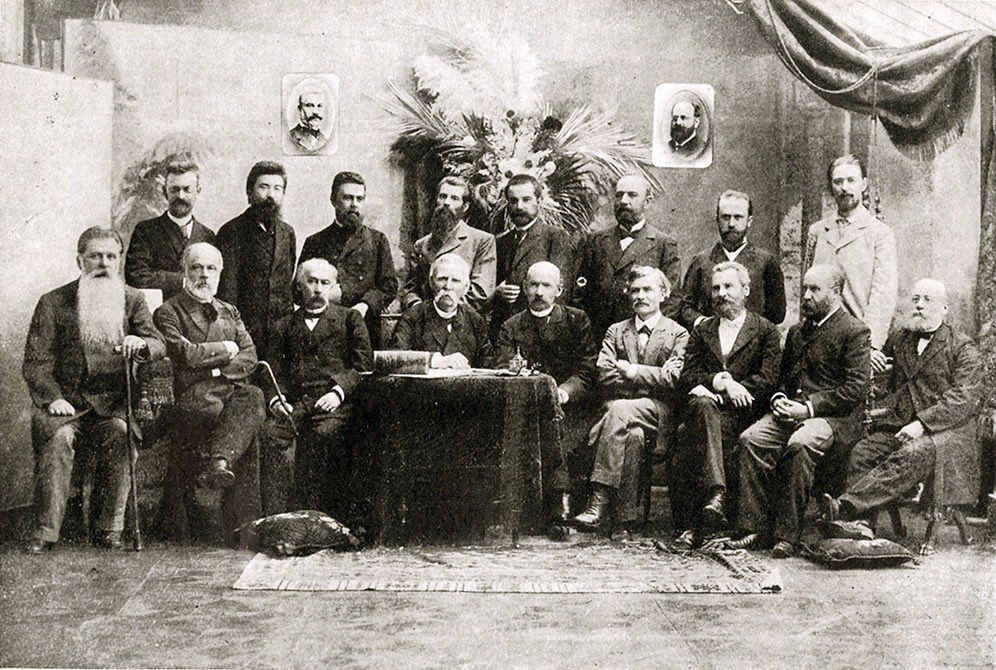
Андрей Стороженко (сидит второй справа) на торжествах в честь 15-летия журнала «Киевская старина», весна 1898 года

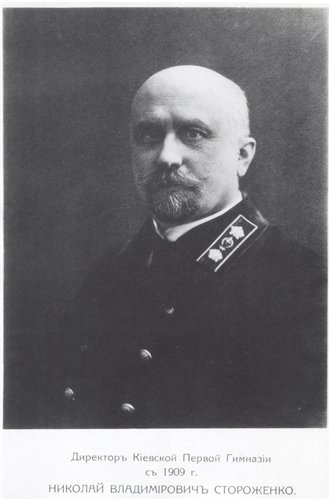
Брат, Николай Стороженко, 1909 год

Оставление университета в первой половине 1880-х гг. не вынудило Стороженко завершить научную деятельность. Он неоднократно публиковался на страницах журнала «Киевская старина». Основными тематиками работы древней истории Украины и украинско-польских отношений. С 1882 года по 1899 год им было опубликовано здесь около 30 статей и заметок, среди которых работы по истории Киева, Борисполя, универсале Мазепы 1691 года, герое фольклора Дмитрие Вишневецком, киевском католическом епископе Иосифе (Верещинском) и др. Уже находясь в эмиграции, Стороженко дал высокую оценку журналу:

…ряд томов «Киевской старины» является величественным памятником горячей любви к родине маленькой группы малорусских патриотов, выполнивших бескорыстно громадную работу по выяснению в подробностях прошлых судеб родной земли, которые освободили её от «папского», «лядского» ига и привели к единству с православным русским миром. Кто в будущем возымеет намерение приступить к изучению истории Малороссии, прежде всего обязан будет перечитать семьдесят с лишком томов «Киевской старины», потому что только в них он найдет точки отправления для дальнейших изысканий.

Однако в 1899 году Стороженко прекратил своё сотрудничество с журналом. Исследователи мотивируют это тем, что в 1893 году главным редактором журнала становится писатель и общественный деятель Владимир Науменко и после его прихода начала усиливаться украинофильская направленность журнала, связанная с общей политизацией украинского национального движения, а это противоречило идейно-политическим взглядам Стороженко. Среди других причин называются также частные (в 1898 году у Стороженко рождается первый сын, и он начинает уделять больше времени личной жизни).
В 1904 году Стороженко издал фундаментальную монографию «Стефан Баторий и днепровские козаки: исследования, памятники, документы и заметки». Эта книга принесла автору в 1909 году престижную Уваровскую премию Петербургской академии наук, присвоенную за вклад в историографию и доказательство несостоятельности версии казацко-старшинских и дворянских историков XVII—XIX вв. о даровании польским королём шляхетских привилегий запорожским казакам.
С 1902 по 1910 год совместно с братом Николаем занимался редакцией и изданием многотомного фамильного архива «Стороженки», содержащего историю рода Стороженко за несколько веков. В богатой отделке и на высоком уровне научной обработки тиражом 200 экземпляров было издано 7 томов фамильного архива, экземпляры которых в настоящее время являются большой библиографической редкостью. Всего было запланировано 8 томов, но 5-й том, в котором планировалось издать письма Николая Ильича Стороженко и Василия Горленко, ввиду недостатка финансовых средств опубликован не был. Археографическая ценность данного архива высоко оценена специалистами, в частности, Дмитрием Багалеем, Александром Оглоблиным, Дмитрием Дорошенко, Вадимом Модзалевским, и в настоящее время он также представляет большое научное значение.
Братья Андрей и Николай Стороженко также спонсировали издание «Малороссийского родословника» Модзалевского, изданного 4 томами и содержащего росписи 240 малороссийских казацко-старшинских родов, а также археографического сборника «Очерки Переяславской старины».

### В революционные годы
В 1917 году состоял председателем Союза приходских советов Киева, который под его руководством препятствовал расколу православной церкви в условиях революционных событий и выдвинул на Церковной раде 24 ноября 1917 года протест против создания украинской автокефальной церкви. 29 мая 1918 года, по результатам заседания Союза, Стороженко (председатель) и Скрынченко (заместитель) подписали письмо к правящему митрополиту Антонию с требованием привлечения к ответственности некоторых членов церковной рады, выступавших за создание Украинской автокефальной церкви. Согласно воспоминаниям профессора Василия Зеньковского, кандидатура Стороженко, занимавшего в это время пост председателя Союза, была выдвинута от русских церковных групп в мае 1918 года на пост Министра Исповеданий при формировании правительственного кабинета гетмана Павла Скоропадского, но была отклонена ввиду протеста украинских групп.
В 1918 году написал и издал в киевском журнале «Малая Русь» статью «Малая Россия или Украина?», посвященую разбору вопросов о генезисе названия «Украина» и его соотношения с историческими понятиями «Русь» и «Малороссия» и существовании единого русского народа как объединения трёх народностей и рассматриваемую в качестве наиболее подробно исследующуей этимологию слова «Украина» как в русском, так и польском языках. В статье Стороженко впервые в научной среде выдвинул теорию о значении «Малой» Руси как «исконной», «первоначальной», в противовес «Великой» Руси как вторичной, присоединённой позднее колониальной территории. Статья в 1919 году была повторно была издана в Одессе при участии Василия Шульгина в малорусском отделе Подготовительной по национальным делам комиссии и отдельной брошюрой в Ростове-на-Дону, в дальнейшем за много лет выдержала ряд переизданий и длительное время является предметом научного и политического обсуждения и критики.

### В эмиграции
По предположениям Сергея Копылова, исследователя научного и публицистического наследия Стороженко, Андрей Владимирович был вынужден эмигрировать после прихода в Киев большевиков в начале 1919 года, в руки которых попал список членов Киевского Клуба русских националистов с адресами, и все, кого Киевской ЧК удалось по данному списку задержать, были расстреляны.
Согласно информации работника отдела украинской историографии и специальных исторических дисциплин Института истории Украины НАНУ Натальи Пазюра, Стороженко в дальнейшем перебрался в Одессу, а в 1922 году оказался в эмиграции в Польше.
После эмиграции дальнейшая судьба Стороженко исследователям остаётся неизвестной.
Его перу приписывается исторический очерк, вышедший под псевдонимом «А. Царинный»: «Украинское движение». Псевдоним «Царинный» использовал дед Андрея Стороженко, и, кроме того, в этом исследовании затрагиваются темы, в которых А. В. Стороженко являлся экспертом. По данным, содержащимся в работе, книга, приписываемая перу Стороженко, была завершена в ноябре 1924 года, и оказалась написана в условиях беженства «в одной из славянских стран». Книга была издана в 1925 году в Берлине по инициативе князя Александра Волконского, причём Волконский в предисловии к этой книге пишет об Андрее Царинном как о «неизвестном» авторе.
В работе Стороженко пытается дать собственное определение «украинца»:

«Украинцы» — это особый вид людей. Родившись русским, украинец не чувствует себя русским, отрицает в самом себе свою «русскость» и злобно ненавидит все русское. Он согласен, чтобы его называли кафром, готтентотом — кем угодно, но только не русским. Слова: Русь, русский, Россия, российский — действуют на него, как красный платок на быка. Без пены у рта он не может их слышать. Но особенно раздражают «украинца» старинные, предковские названия: Малая Русь, Малороссия, малорусский, малороссийский. Слыша их, он бешено кричит: «Ганьба!» («Позор!» От польск. hańba). Это объясняется тем, что многие из «украинцев» по тупости и невежеству полагают, будто бы в этих названиях кроется что-то пренебрежительное или презрительное по отношению к населению Южной России. — Андрей Царинный (Стороженко А. В.). Украинское движение. Краткий исторический очерк, преимущественно по  личным воспоминаниям // Украинский сепаратизм в России. Идеология национального раскола. Сборник / Вступительная статья и комментарии М. Б. Смолина.. — М.: Москва, 1998. — С. 250—251. — 432 с. — (Пути русского имперского сознания). — 5000 экз. — ISBN 5-89097-010-0.
В 1926 году украинский учёный Сергей Ефремов был свидетелем распродажи бывшей библиотеки из киевского дома Андрея Стороженко и выразил мнение, что даже её остаточная часть, которую он увидел, свидетельствует о том, что её хозяин имел очень хороший вкус.
Украинский историк Василий Ульяновский в комментариях к мемуарам Николая Стороженко, младшего брата Андрея, приводит информацию, что Андрей отправлял брату в Югославию из Польши письмо, датированное 1 января 1926 года. Сам же Андрей Стороженко, по словам исследователя, в это время вёл в Польше борьбу за остатки майоратных имений своего деда.
Дата и место смерти Андрея Стороженко исследователям неизвестны.

## Оценки научной и общественной деятельности

### Общие
Заслужил репутацию одного из крупнейших специалистов по малорусскому периоду истории Украины. Основные научные интересы историка распространялись на деятельность малорусских казаков в Польском государстве XVI — XVII вв. В своих сочинениях Стороженко выражал консервативный взгляд на историю России, отстаивал единство русского народа в трёх его ветвях — великорусской, малорусской и белорусской. Он рьяно критиковал украинских сепаратистов, считая, что их деятельность несёт лишь разруху и вред.

### Частные
Историк Дмитрий Дорошенко в начале 1920-х годов отметил Стороженко как историка, исследовавшего казаччину периода до восстания Хмельницкого, при этом он отмечает сильное влияние польской историографии на его работы. Советский и украинский историк Владимир Сарбей в 1970-е годы обратил внимание на заинтересованность Стороженко «проблемами политической и культурной истории Польши, которые он разрабатывал в связи с изучением истории Украины». Современный американо-украинский историк Любомир Винар назвал монографию Стороженко «Стефан Баторий и днепровские козаки: исследования, памятники, документы и заметки» одним из самых «заметных трудов» начала XX века в отрасли истории украинско-польских отношений.
Николай Жевахов, товарищ обер-прокурора Священного Синода в годы революции писал о Стороженко: «Один только мудрейший А. С. (sіс), глубокий ученый и мыслитель, автор произведений, ставших пророческими, занимал среди киевлян особое место».
Американский историк Александр Оглоблин в «Энциклопедии украиноведения» (укр. «Енциклопедія українознавства») написал: «Как общественно-политический деятель Стороженко стоял на позициях украинского дворянского консерватизма. Смолоду либерал и украинофил, он со временем (особенно под влиянием левых течений новейшего украинского движения), перешёл на платформу русского национализма с его антиукраинской направленностью и стал одним из лидеров киевских „малоросов“».
Исследователь биографии Стороженко Сергей Копылов отметил в 2009 году, что недостаток фактического материала и его тенденциозная интерпретация стали причиной появления в историографии стереотипных подходов и поверхностной оценки гражданского мировоззрения и научной деятельности известного украинского историка-слависта и археографа. Между тем Копылов отмечает: вклад Стороженко в изучение начального этапа развития украинского казачества и украинско-польских отношений представляет заметное явление в исторической литературе, что определяется и новизной материалов, привелечённых учёным, и качеством их обработки и характером интерпретации.

## Критика

### В советский период
В советское время исследователями было принято относить научную деятельность Стороженко к «буржуазно-помещичьей, великодержавной» историографии, и эта принадлежность, по их мнению, проявлялась большими расхождениями во взглядах автора и издателей относительно содержания материалов, форм распространения и их социального предназначения.

### На Украине после 1991 года
Современная украинская историография представляет достаточно обширную критику научной и общественно-политической деятельности Андрея Стороженко, как общую, так и критику его отдельных работ.
Украинский историк, доктор исторических наук Виталий Тельвак пишет, что украинская публицистика подвергла Стороженко критике за «безоглядное антиукраинство», проявившееся в его работе «Украинское движение». Тельвак подчеркнул, что этот потомок знатного старшинско-казацкого рода в традиционных для русских приверженцев правомонархической идеологии тёмных красках изображал украинское национальное движение.
По мнению украинского историка Олега Березовского, труды Стороженко стали ярким примером в исторической науке работ шовинистической, реакционной, антиукраинской направленности.
Украинский историк, доктор исторических наук Виталий Масненко видит причины неприятия украинских идей у Стороженко в том, что он как типичный представитель левобережно-украинского дворянства, не нашёл отклика своим статусным интересам в украинском движении. «Социальное у него взяло верх над национальным» — пишет автор. В результате Стороженко от умеренного украинофильства эволюционизировал в сторону откровенного русского национализма и в конечном счёте занял ярко выраженную антиукраинскую позицию.

## Награды и достижения
- 48-я Уваровская премия Петербургской академии наук (1909)[2].

## Публикации

### Список важнейших работ
| Год первого выхода | Название                                 | Место издания                           | Тип и жанр издания                            | Переиздания                                                  | Примечания                             |
| ------------------ | ---------------------------------------- | --------------------------------------- | --------------------------------------------- | ------------------------------------------------------------ | -------------------------------------- |
| 1900               | Очерки переяславской старины             | Киев, Российская империя                | книга, историческая монография                |                                                              |                                        |
| 1904               | Стефан Баторий и днепровские козаки      | Киев, Российская империя                | книга, историческая монография                |                                                              | Удостоена Уваровской премии (1909)     |
| 1902-1910          | Стороженки. Фамильный архив              | Киев, Российская империя                | многотомное издание, археографический сборник |                                                              |                                        |
| 1912               | Происхождение и сущность украинофильства | Киев, Российская империя                | книга, политическая публицистика              |                                                              |                                        |
| 1918               | Малая Россия или Украина?                | Киев, Украинская держава                | статья, затем брошюра, научная работа         | 1919 (Одесса, Ростов-на-Дону), 1998 (Москва), 2004 (Луганск) |                                        |
| 1925               | Украинское движение                      | Берлин, Веймарская республика, Германия | книга, политическая публицистика              | 1998 (Москва)                                                | Издана под псевдонимом Андрей Царинный |

### Полный список
- Стороженко А. В. Очерки из истории чешской литературы. Рукописи Зеленогорская и Краледворская. Очерк литературной истории рукописей 1817—1877. Историко-библиографическое исследование. // Университетские известия. — Киев, 1879. — № 12; 1880. — № 1-3, 5, 10-12[9].
- Стороженко А. В. Польско-латинский поэт второй половины XVI в. С. Ф. Кленович. // Университетские известия. — Киев, 1881. — № 8. — С. 267—284; № 9. — С. 331—372; 1882. — № 1. — С. 18-30[2].
- Стороженко А. В. Николай Петрович Задерацкий. Материалы для биографии. // Славянский ежегодник. Альманах и сборник статей по славяноведению, издаваемый Киевским славянским обществом. / Под ред. А. В. Стороженко. — Вып. 5. — Киев, 1882. — С. I-XXXIII.
- Стороженко А. В. К сведениям о козацком гетмане Иване Куцкевиче. // Киевская старина. — 1883. — Т. 6. — № 6 июнь. — С. 379—381.
- Стороженко А. В. Леонард Совинский. (Опыт посмертной характеристики). // Киевская старина. — 1888. — Т. 21. — № 6 июнь. — С. 284—313
- Стороженко А. А. Пыпину 16 февраля 1890 г. // Отдел рукописей Института русской литературы РАН. — Ф. 250. — Оп. 3. — Ар. ед. 377. — Л. 1-2.
- Стороженко А. В. А. Котляревский: Очерк (Корректура журнала «Вестник Европы» (июль 1890). // Отдел рукописей Института русской литературы РАН. — Ф.250. — Оп. 1. — Ар. ед. 281. — Л. 4.
- Стороженко А. В. Михайловская и Покровская церкви в г. Переяславе. (К рисункам Т. Гр. Шевченка). // Киевская старина. — 1891. — Т. 32. — № 2 февраль. — С. 337—357.
- Стороженко А. В. Земская деятельность в Переяславском уезде, Полтавской губ. в 1886—1892 гг.: Очерк А. В. Стороженко. — Киев: Типография К. Н. Милевского, 1892. — 40 с.
- Стороженко А. В. Очерки Переяславщины. // Киевская старина. — 1891. — Т. 35. — № 11 ноябрь. — С. 195—215.
- Стороженко А. В. Замечательный универсал гетмана Мазепы. // Киевская старина. — 1892. — Т. 36. — № 1 январь. — С. 138—141 (д.).
- Стороженко А. В. Старинное поучение переяславскому семинаристу при вступлении его в Киевскую академию. // Киевская старина. — 1892. — Т. 36. — № 1 январь. — С. 141—144 (д.).
- Стороженко А. В. К истории г. Киева и его окрестностей в XV—XVI вв. // Киевская старина. — 1892. — Т. 36. — № 2 февраль. — С. 339—347 (д.).
- Акты Мейского уряда 1612—1699 гг. / Предисл. А. В. Стороженко. // Киевская старина. — 1892. — Т. 37. — № 4 апрель. — прилож. C. 1-32; № 5 май. — прилож. C. 33-48; № 6 июнь. — С. 49-64; № 7 июль. — С. 65-112.
  - Местечко Борисполь в XVII-м веке: Акты Мейского уряда 1612—1699 гг. / Предисл. А. В. Стороженко. — Киев: Издательство журнала «Киевская старина». Типография Г. Т. Корчак-Новицкого, Михайловская ул., дом № 4., 1892. — XVII, 112 с.
- Стороженко А. В. Памятная книжка Седлецкой губ. на 1892 г. Седлец 1892 г. // Киевская старина. — 1893. — Т. 40. — № 3 март. — С. 570.
- Стороженко А. В. Родион Григорьевич Дмитрашко, полковник переяславский, и его род. // Киевская старина. — 1893. — Т. 41. — № 4 апрель. — С. 1-28.
- Стороженко А. В. Теофил Ленартович. (некролог). // Киевская старина. — 1893. — Т. 41. — № 4 апрель. — С. 165—168.
- Стороженко А. В. Вук Сербин, полковник переяславский (1675—1682). // Киевская старина. — 1894. — Т. 44. — № 1 январь. — С. 128—134 (д.).
- Стороженко А. В. Киев триста лет назад. // Киевская старина. — 1894. — Т. 44. — № 2 февраль. — С. 204—230.
- Стороженко А. В. Русским матерям, сборник в пользу пострадавшим от цинги и тифа в Воронежской губернии. Москва 1892 г. 260 стр. ц. 1 р. // Киевская старина. — 1894. — Т. 44. — № 2 февраль. — С. 352—353.
- Стороженко А. В. Киев триста лет назад. Способ заселения Нового Киева и обороны бывшей столицы киевского княжества от всякой опасности без обременения его величества короля и без затрат для короны польской, объяснённый господам послам будущего краковского сейма. Сочинение Иосифа Верещинского, Божею милостью бискупа киевского, аббата Сецеховского / Пер. с польск. изд. 1595 г. Стороженко А. В. // Киевская старина. — 1894. — Т. 44. — № 3 март. — С. 403—425.
- Стороженко А. В. Какой юбилей имеет право праздновать г. Переяславль Полтавской г.? // Киевская старина. — 1894. — Т. 45. — № 4 апрель. — С. 61—73.
- Стороженко А. В. Theodorus Wierzbowski. Bibliographia Polonica XV ac XVI ss. Varsoviae 1889—1894. // Киевская старина. — 1894. — Т. 45. — № 4 апрель. — С. 187—190.
- Стороженко А. В. Д. И. Эварницкий. Иван Дмитриевич Сирко, славный кошевой атаман войска запорожских низовых козаков. С.-Петербург, 1894 г., 164 стр. // Киевская старина. — 1894. — Т. 47. — № 10 октября. — С. 158—160.
- Стороженко А. В. Тридцатилетие Керченской Александровской гимназии. Краткая историческая записка, составленная преподавателем истории Хр. Хр. Зенкевичем. Керч. 1894. // Киевская старина. — 1894. — Т. 47. — № 10 октября. — С. 163—164.
- Старинный проект заселения Украины (1590 г.). / Пер. с польск. с пред. А. В. Стороженко. // Киевская старина. — 1895. — Т. 48. — № 3 март, отд. 1. — С. 295—341.
- Стороженко А. В. Мелкие известия. // Киевская старина. — 1895. — Т. 51. — № 12 декабря, отд. 2. — С. 60—69.
- Стороженко А. В. Фастовская типография. // Киевская старина. — 1895. — Т. 51. — № 12 декабря, отд. 2. — С. 83—88.
- Малоизвестные сочинения Киевского бискупа (1589—1598) Иосифа Верещинского / Способ заселения Нового Киева, 1595 г. / Пер. с польск. изд. 1595 г. Стороженко А. В. — Киев: Типография Г. Т. Корчак-Новицкого, 1895. — [2], 96 с.
- Стороженко А. В. Свод данных О Яне Оришовском, запорожском гетмане времен Стефана Батория. // Чтения в Историческом обществе Нестора-летописца. / Под. ред. А. М. Лазаревского. — Киев: Типо-литография Т. Г. Мейнандера, Пушкинская, 20, 1896. — Кн. 11, Отд. I. — С. 14-17.
  - Стороженко А. В. Свод данных о Яне Орышевском, запорожском гетмане времён Стефана Батория. // Киевская старина. — 1897. — Т. 56. — № 1 январь. — С. 125—145.
- Стороженко А. В. К истории местечка Борисполя Полтавской губернии. // Киевская старина. — 1897. — Т. 56. — № 3 март. — C. 509—518.
- Стороженко А. В. Князь Дмитрий Иванович Вишневецкий, по народному прозвищу Байда. (к портрету) // Киевская старина. — 1897. — Т. 56. — № 3 март. — С. 519—524.
- Стороженко А. В. Новости польской исторической литературы. // Киевская старина. — 1897. — Т. 56. — № 3 март, 2 отд. — С. 78—82.
- Стороженко А. В. Черниговская памятка. Карманная справочная книжка на 1896-7 год с рисунками, чертежами, таблицами в тексте, календарём и адрес-календарём. Чернигов 1896. Стр. 252+88+96+32+X. // Киевская старина. — 1897. — Т. 57. — № 4 апрель, 2 отд. — С. 37—82.
- Стороженко А. В. Мамай. Изображения запорожца. // Киевская старина. — 1898. — Т. 60. — № 3 март. — С. 486—492.
- Стороженко А. В. Где жили переяславские торки? // Киевская старина. — 1899. — Т. 64. — № 2 февраль. — С. 283—290.
- Стороженко А. В. Przewodnik naukowy i literacki. Lwow. 1896—1898 rr. 80. 3 тома. // Киевская старина. — 1899. — Т. 64. — № 4 апрель, 2 отд. — С. 36—40.
- Стороженко А. В. Biblioteka Warszawska за 1898 год. // Киевская старина. — 1899. — Т. 64. — № 5 май, 2 отд. — С. 90—94.
- Стороженко А. В. Украинская дума в польской литературе. // Киевская старина. — 1899. — Т. 64. — № 6 июнь, 2 отд. — С. 123—125. (д.).
- Стороженко А. В. К биографии А. П. Стороженка. // Киевская старина. — 1900. — Т. 68. — № 4 апрель, 2 отд. — С. 4-5.
- Стороженко А. В. Очерки переяславской старины: исследования, документы и заметки. — Киев: Типография товарищества Г. Л. Фронцкевича и Ко, 1900. — 235 с.
- Стороженко А. В. Сочинения графа П. И. Капниста. Москва 1901 г. Т. I, CCLVII+231 стр.; Т. II, CXLVIII+578 стр. // Киевская старина. — 1901. — Т. 73. — № 4 апрель, 2 отд. — С. 46-48.
- Стороженки. Фамильный архив. Т. 1-4, 6-8. / Сост. Стороженко А. В., Стороженко Н. В., Модзалевский В. Л. — Киев: Типография товарищества Г. Л. Фронцкевича и Ко, 1902—1910. — 1902. — т. 1. — 512 с.; 1906. — т. 2. — 716 с.; 1907. — т. 3. — 610 с.; 1910. — т. 4. — 608 с.; 1908. — т. 6. — 798 с.; 1908. — т. 7. — 623 с.; 1910. — т. 8. — 720 с. — 200 экз.
  - Стороженки. Фамильный архив. / Сост. Стороженко А. В., Стороженко Н. В., Модзалевский В. Л. — Киев: Лет Ме Принт, 2012.
- Стороженко А. В. Стефан Баторий и днепровские козаки: исследования, памятники, документы и заметки. — Киев: Типография товарищества Г. Л. Фронцкевича и Ко, 1904. — 343 с.
  - Стороженко А. В. Стефан Баторий и днепровские козаки. — Репр. изд. 1904 г. — М.: Книга по требованию, 2011. — 340 с. — ISBN 5-458-02080-4, ISBN 978-5-458-02080-0
  - Стороженко А. В. Стефан Баторий и днепровские козаки. — Репр. изд. 1904 г. — М.: Издательство Pubmix.com, 2013. — 340 с. — ISBN 5-458-02080-4, ISBN 978-5-458-02080-0
- Стороженко А. В. О существовании в Киеве римско-католических храмов. // Eranos. Сборник статей по литературе и истории в честь заслуженного профессора Императорского Университета Св. Владимира Николая Павловича Дашкевича. — Киев: Типография Императорского Университета св. Владимира, 1906. — V, 435 [2] с.: 1 л. портр. — С. 242—253.
- Стороженко А. В. О существовании в Киеве латинских храмов. // Чтения в Историческом обществе Нестора-летописца. / Под. ред. Н. П. Дашкевича. — Киев: Типо-литография Т. Г. Мейнандера, Пушкинская, 20, 1906. — Кн. 19, Вып. 2, Отд. I. — С. 16-19.
- Стороженко А. В. Древности г. Люблина. // Чтения в Историческом обществе Нестора-летописца. / Под. ред. Н. П. Дашкевича. — Киев: Типо-литография Т. Г. Мейнандера, Пушкинская, 20, 1906. — Кн. 19, Вып. 2, Отд. II. — С. 35-49.
- Стороженко А. В. Из переписки Запорожья XVI в. с польскими вельможами. // Чтения в Историческом обществе Нестора-летописца. / Под. ред. Н. П. Дашкевича. — Киев: Типо-литография Т. Г. Мейнандера, Пушкинская, 20, 1906. — Кн. 19, Вып. 2, Отд. III. — С. 67-72.
- Стороженко А. В. Новые подробности из биографии Запорожского гетьмана Яна Оришовского. // Чтения в Историческом обществе Нестора-летописца. / Под. ред. Н. П. Дашкевича. — Киев: Типо-литография Т. Г. Мейнандера, Пушкинская, 20, 1906. — Кн. 19, Вып. 3, Отд. III. — С. 73-80.
- Стороженко А. В. Заметки о новых книгах. // Чтения в Историческом обществе Нестора-летописца. / Под. ред. Н. П. Дашкевича. — Киев: Типо-литография Т. Г. Мейнандера, Пушкинская, 20, 1906. — Кн. 19, Вып. 3, Отд. IV. — С. 31-37.
- Стороженко А. В. Новые подробности к биографии запорожского гетмана Яна Орышовского. / В конце текста: Сообщ. А. Стороженко. — Киев: Типография Т. Г. Мейнандера, [1907]. — 8 с.
- Стороженко А. В. К истории войска запорожского при Сагайдачном. // Чтения в Историческом обществе Нестора-летописца. / Под. ред. Н. П. Дашкевича. — Киев: Типо-литография Т. Г. Мейнандера, Пушкинская, 20, 1910. — Кн. 21, Вып. 3, Отд. III. — С. 95-110.
- Стороженко А. В. Иосиф Верещинский, бискуп Киевский (1540? — 1598 гг.): его жизнь и литературная деятельность // Сборник статей и материалов по истории Юго-Западной России. — Киев: Киевская комиссия для разбора древних актов, 1911. — Т. 1. — С. 1-68[2][9].
- Стороженко А. В. Сочинения Иосифа Верещинского // Сборник статей и материалов по истории Юго-Западной России. — Киев: Киевская комиссия для разбора древних актов, 1911. — Т. 1. — С. 69-171.
- Стороженко А. В. Происхождение и сущность украинофильства (Доклад собранию членов Клуба русских националистов в Киеве, 17 ноября 1911 г.). — Киев: Типография С. В. Кульженко, 1912. — 58 с.
- Стороженко А. В. Малая Россия или Украина? // Малая Русь: сборник. / Сост. В. Шульгин. — Киев: Паевое товарищество, 1918. — Вып. перв. — С. 8-19.
  - Стороженко А. В. Малая Россия или Украина? // Труды подготовительной по национальным делам комиссии, малорусский отдел. — Одесса, 1919. — Вып. 1. — С. 52-64.
  - Стороженко А. В. Малая Россия или Украина? — Ростов-на-Дону, 1919. — 16 с.
  - Стороженко А. В. Малая Россия или Украина? // Украинский сепаратизм в России. Идеология национального раскола. Сборник. — М.: Москва, 1998. — С. 280—290. — 432 с. — (Пути русского имперского сознания). — 5000 экз. — ISBN 5-89097-010-0.
  - Стороженко А. В. Малая Россия или Украина // Гончаров В. А. Русское слово : журнал. — Луганск, 2004. — Вып. 3(10). — С. 1—10.
- Царинный Андрей (Стороженко А. В.) Украинское движеніе: краткій историческій очеркъ: преимущественно по личнымъ воспоминаніямъ / С введением князя А. М. Волконского. — Берлин: Типография Зинабург, 1925. — 229 с. Подп.: А. Царинный
  - Царинный Андрей (Стороженко А. В.). Украинское движение. Краткий исторический очерк, преимущественно по личным воспоминаниям // Украинский сепаратизм в России. Идеология национального раскола. Сборник. — М.: Москва, 1998. — С. 133—252. — 432 с. — (Пути русского имперского сознания). — 5000 экз. — ISBN 5-89097-010-0.[9]